# 丁薛祥
丁薛祥（1962年9月13日—），江苏南通人，中国共产党、中华人民共和国政治人物，正国级领导人，1984年10月加入中国共产党。现任中共中央政治局常委、国务院副总理（排名第一）、党组副书记，中共中央港澳工作领导小组组长、中央科技委员会主任。曾任中共中央办公厅、中共中央总书记办公室兼任中央国家安全委员会办公室主任。是中共第十八届中央候补委员，第十九届中央委员、中央政治局委员、中央书记处书记，第二十届中央委员，中央政治局委员、常委。被视为中共中央总书記习近平重要核心幕僚之一。

## 生平

### 早年
1962年9月13日，丁薛祥出生于中华人民共和国江苏省南通市。
1978年秋，16岁的丁薛祥考入东北重型机械学院（现燕山大学）机械制造系锻压工艺及设备专业学习。
1982年7月毕业后，被分配到机械工业部上海材料研究所；历任研究员、办公室副主任、团委书记、办公室主任、宣传部主任、九室主任；1994年，升任副所长；1996年，升任所长；在此期间，丁薛祥还获得上海复旦大学管理学院行政管理专业理学硕士学位（在職研究生学历）。

### 上海仕途
1999年，37岁的丁薛祥离开科研一线，出任上海市科学技术委员会副主任，步入仕途。次后，2001年任中共闸北区委副书记、代区长、区长，2004年任中共上海市委组织部副部长、上海市人事局局长。
2006年11月，接替因“陈良宇事件”落马的孙路一，出任中共上海市委副秘书长兼市委办公厅主任，掌管市委直属机关机要，辅佐时任代理市委书记、市长韩正。
2007年5月，45岁的丁薛祥任中共上海市委常委、秘书长，晋升副部级，成为习近平和俞正声两任书记的市委“大管家”。2012年5月，转任中共上海市委政法委书记，同年11月14日当选中共十八届中央候补委员，并在韩正担任上海市委书记后的常委会里继续分管政法。

### 中共中央办公厅副主任、总书记办公室主任
2013年5月，丁薛祥调中央工作，出任中共中央办公厅副主任兼中共中央总书记办公室主任，成为习近平的幕僚长。2015年6月前后，明确为中央办公厅分管常务工作的副主任（正部级）。9月，陪同习近平访问美国。

### 中共中央政治局委员、中央书记处书记
2017年10月25日，55岁的丁薛祥在中共十九屆一中全會當選中共中央政治局委员、中央書記處書記，晋升副国级，成为党和国家领导人，接替升任中共中央政治局常委的栗战书出任中央办公厅主任、中央直属机关工委书记。2018年2月24日，当选第十三届全国人大代表。2018年3月25日起，兼任新成立的中共中央和国家机关工作委员会书记。

### 中共中央政治局常委、国务院副总理
2022年10月23日，60岁的丁薛祥在中共二十届一中全会当选中共中央政治局常委（排名第六），进入最高领导层。
2023年3月12日，在第十四届全国人民代表大会获任命为排名第一的国务院副总理，他得到两张弃权票。他是二十届政治局常委中唯一的六零后，有观点预测他有望五年后接替李强升任国务院总理。丁薛祥在国务院内部分管发展改革、教育、科技、生态环境、税务、统计、知识产权、气候变化等事务。
2023年3月中旬起，丁薛祥不再兼任中共中央办公厅主任和中共中央总书记办公室主任，中央办公厅主任职务改由另一位中共中央政治局常委蔡奇担任；3月31日起卸任中央和国家机关工委书记，也由蔡奇接任。3月21日，接替卸任中央政治局常委的韩正出任中共中央港澳工作领导小组组长，延续上届排名第一的副总理分管港澳事务的模式。
2023年9月13日，丁薛祥在香港特別行政區政府及香港貿易發展局合辦的第八屆「一帶一路高峰論壇」發表視頻致辭。同年11月12日，丁薛祥在北京人民大會堂接見各界港澳青年代表交流團。
2023年11月30日至12月2日，丁薛祥出席在迪拜举行的2023年联合国气候变化大会。
2024年3月6日至7日，丁薛祥在北京先後參加了港澳政協聯組會議、港區全國人大代表團全體會議。
2024年6月25日，全国科技大会和两院院士大会第二次全体会议在北京举行，中共中央政治局常委、中央科技委员会主任丁薛祥出席会议并作总结讲话，显示丁薛祥已任中央科技委员会主任。2024年7月3日至4日，丁薛祥赴天津調研科技事業建設情況，表示應以「十年磨一劍」的堅定決心和頑強意志，加快實現高水平科技自立自強。
2024年7月12日，丁薛祥在中國北京集體會見出席全球共享發展行動論壇第二屆高級別會議的外方代表。
2024年7月21日至23日，丁薛祥訪問俄羅斯，同俄羅斯第一副總理傑尼斯·曼圖羅夫（Denis Manturov）共同主持中俄投資合作委員會第十一次會議，同俄羅斯副總理亞歷山大·諾瓦克（Alexander Novak）共同主持中俄能源合作委員會第二十一次會議，并出席第六屆中俄能源商務論壇開幕式。

## 评价
路透社引述美国智库欧亚集团（Eurasia Group）资深研究员尼尔·托马斯（Neil Thomas）的话说，“丁薛祥实际上就是习近平的幕僚长，而且他几乎一直待在习近平的身边。很显然，习近平相信丁薛祥的忠诚和能力”。专家们认为，“丁薛祥的忠诚和很强的协调能力会有助于习近平；但是他缺乏宏观管理经济和其它民生事务的经验也可能给习近平日后统治形成短板。”程晓农表示：“不管下面有多大的压力，多大的困难，到了丁薛祥这儿就是一句话，按领导意图办。但是这样做的结果很可能是出现重大失误，而且由于丁薛祥缺少经验，无法预测和适当处理可能出现的后果，结果会是进一步扩大失误”。
2023年11月12日，丁薛祥在北京人民大会堂接见各界港澳青年代表交流团，全国港澳研究会顾问刘兆佳表示，此次接見港澳青年團的活動安排，表明他是中央港澳工作領導小組組長，即除了習近平外，他是目前處理港澳事務的最重要領導人。港区全国政协委员陳清霞等人認為丁薛祥在港澳政協聯組會議、港區全國人大代表團全體會議的發言體現了丁薛祥對香港經濟、民生等議題的關注。此外，丁薛祥在語言表達上用詞生動，沒有過於官方的論調。